# Ruisseaux de Vaux-la-Douce et des Bruyères
Ruisseaux de Vaux-la-Douce et des Bruyères este o arie protejată (sit de importanță comunitară — SCI) din Franța întinsă pe o suprafață de 6 ha, integral pe uscat.

## Localizare
Centrul sitului Ruisseaux de Vaux-la-Douce et des Bruyères este situat la coordonatele 47°51′31″N 5°44′23″E / 47.85861°N 5.73972°E.

## Înființare
Situl Ruisseaux de Vaux-la-Douce et des Bruyères a fost declarat arie specială de conservare în baza directivei 92/43 din 1992 referitoare la conservarea habitatelor naturale și a faunei și florei sălbatice pentru a proteja 2 specii de animale.

## Biodiversitate
Situată în ecoregiunea continentală, aria protejată conține 1 habitat natural: Păduri aluvionare cu Alnus glutinosa și Fraxinus excelsior (Alno-Padion, Alnion incanae, Salicion albae).
La baza desemnării sitului se află mai multe specii protejate:
- amfibieni (1): izvoraș-cu-burta-galbenă (Bombina variegata)
- nevertebrate (1): Austropotamobius pallipes